# Pedras de Maria da Cruz
Pedras de Maria da Cruz este un oraș în Minas Gerais (MG), Brazilia.